# Open Menorca 2025
L'Open Menorca 2025 è stato un torneo maschile di tennis professionistico. È stata la 1ª edizione del torneo, facente parte della categoria Challenger 100 nell'ambito dell'ATP Challenger Tour 2025, con un montepremi di 145 000 €. Si è giocato dal 31 marzo al 6 aprile 2025 sui campi in terra rossa del Club Tenis Ciutadella di Minorca, in Spagna.

## Partecipanti

### Teste di serie
| Nazionalità | Giocatore       | Ranking* | Testa di serie |
| ----------- | --------------- | -------- | -------------- |
| Regno Unito | Billy Harris    | 107      | 1              |
| Austria     | Sebastian Ofner | 131      | 2              |
| Croazia     | Marin Čilić     | 143      | 3              |
| Danimarca   | Elmer Møller    | 156      | 4              |
| Spagna      | Carlos Taberner | 170      | 5              |
| Regno Unito | Jan Choinski    | 178      | 6              |
| Lituania    | Vilius Gaubas   | 194      | 7              |
| Lituania    | Edas Butvilas   | 201      | 8              |

* Ranking al 17 marzo 2025.

### Altri partecipanti
I seguenti giocatori hanno ricevuto una wild card per il tabellone principale:
- Nicolás Álvarez Varona
- Pedro Cachín
- Felipe Virgili

Il seguente giocatore è entrato in tabellone come special exempt:
- Elmer Møller

Il seguente giocatore è entrato in tabellone come alternate:
- Denis Yevseyev

I seguenti giocatori sono passati dalle qualificazioni:
- Zsombor Piros
- Gerard Campana Lee
- Kimmer Coppejans
- Kilian Feldbausch
- Daniel Mérida
- Max Alcalá Gurri

## Punti e montepremi
| Torneo    | Torneo              | V      | F     | SF    | QF    | 2T    | 1T    | Q | Q2  | Q1  |
| Singolare | Punti               | 100    | 50    | 25    | 14    | 7     | 0     | 4 | 2   | 0   |
| Singolare | Premi in denaro (€) | 16 020 | 9 415 | 5 555 | 3 240 | 1 900 | 1 160 | – | 580 | 290 |
| Doppio    | Punti               | 100    | 50    | 25    | 14    | –     | 0     | – | –   | –   |
| Doppio    | Premi in denaro (€) | 6 845  | 4 050 | 2 400 | 1 420 | –     | 800   | – | –   | –   |

## Campioni

### Singolare
Vilius Gaubas ha sconfitto in finale  Pol Martín Tiffon con il punteggio di 6–0, 6–4.

### Doppio
Benjamin Hassan /  Sebastian Ofner hanno sconfitto in finale  Andrea Vavassori /  Matteo Vavassori con il punteggio di 7–5, 6–3.